# Czukty
Czukty (deutsch Czukten, 1938–1945 Schuchten) ist ein kleines Dorf in der polnischen Woiwodschaft Ermland-Masuren, das zur Landgemeinde Kowale Oleckie (Kowahlen, 1938–1945 Reimannswalde) im Powiat Olecki (Kreis Oletzko, 1933–1945 Kreis Treuburg) gehört.

## Geographische Lage
Czukty liegt im Nordosten der Woiwodschaft Ermland-Masuren, 13 Kilometer nordwestlich der Kreisstadt Marggrabowa (umgangssprachlich auch Oletzko, 1928–1945 Treuburg, polnisch Olecko).

## Geschichte
Das einstige Bauerndorf Schugten wurde 1560 gegründet und nach seinem Gründer Mickolay Schuchta von Chelchen benannt. Diesem verschrieb Herzog Albrecht von Preußen durch den Amtshauptmann Christoph Glaubitz 4 Hufen, 40 Hufen mit Zinsbauern zu besetzen. In der Folgezeit gab es unterschiedliche Namensformen wie Czugkten (vor 1785), Czuckten (nach 1785) oder Czukten (bis 1948).
Das Dorf war von 1874 bis 1945 in den Amtsbezirk Czychen (polnisch Cichy) eingegliedert, der – 1938 in Amtsbezirk Bolken umbenannt – zum Kreis Oletzko (1933–1945 Kreis Treuburg genannt) im Regierungsbezirk Gumbinnen der preußischen Provinz Ostpreußen gehörte.
Im Jahr 1910 verzeichnete Czukten 239 Einwohner. Ihre Zahl verringerte sich bis 1933 auf 190 und belief sich 1939 noch auf 165.
Aufgrund der Bestimmungen des Versailler Vertrags stimmte die Bevölkerung im Abstimmungsgebiet Allenstein, zu dem Czukten gehörte, am 11. Juli 1920 über die weitere staatliche Zugehörigkeit zu Ostpreußen (und damit zu Deutschland) oder den Anschluss an Polen ab. In Czukten stimmten 191 Einwohner für den Verbleib bei Ostpreußen, auf Polen entfiel keine Stimme.
In Kriegsfolge kam das am 3. Juni (amtlich bestätigt am 16. Juli) 1938 in Schuchten umbenannte Dorf im Jahr 1945 mit dem südlichen Ostpreußen zu Polen und trägt seitdem die polnische Namensform Czukty. Das Dorf ist heute Sitz eines Schulzenamtes (polnisch Sołectwo) innerhalb der Landgemeinde Kowale Oleckie im Powiat Olecki, bis 1998 der Woiwodschaft Suwałki, seither der Woiwodschaft Ermland-Masuren zugehörig.

## Religionen
Vor 1945 war Czukten mit seiner überwiegend evangelischen Bevölkerung in das Kirchspiel der Kirche in Czychen (1938–1945 Bolken, polnisch Cichy) im Kirchenkreis Oletzko/Treuburg innerhalb der Kirchenprovinz Ostpreußen der Evangelischen Kirche der Altpreußischen Union eingepfarrt. Seit 1945 gehören die evangelischen Kirchenglieder Czuktys zur Kirchengemeinde in Gołdap (Goldap), einer Filialgemeinde der Pfarrei in Suwałki in der Diözese Masuren der Evangelisch-Augsburgischen Kirche in Polen.
Die katholischen Kirchenglieder waren bis 1945 nach Marggrabowa (auch Oletzko, 1928–1945 Treuburg, polnisch Olecko) im Bistum Ermland orientiert. Seit 1945 gehören sie zur Pfarrgemeinde Cichy mit einer Filialkirche in Sokółki (Sokolken, 1938–1945 Halldorf) im Bistum Ełk (Lyck) der Katholischen Kirche in Polen.

## Schule
Czukten war kein Schulort. Die Kinder besuchten die Schule im Nachbarort Sokolken (1938–1945 Halldorf, polnisch Sokółki).

## Persönlichkeiten
- Willy Langkeit (* 2. Juni 1907 in Czukten; † 27. Oktober 1969), deutscher Offizier

## Verkehr
Czukty liegt an einer unwegsamen Landwegverbindung zwischen Sokółki  und Barany (Barannen). Eine Bahnanbindung besteht nicht.